# 大相撲令和4年11月場所
大相撲令和4年11月場所（おおずもうれいわよねん11がつばしょ）は、2022年（令和4年）11月13日から11月27日までの15日間、福岡県福岡市博多区の福岡国際センターで開催された大相撲本場所である。

## 概要
11月場所に関する時系列

## 番付・星取表
※赤文字は優勝力士の成績。

### 幕内
| 東方            | 東方    | 東方     | 番付   | 西方     | 西方    | 西方         |
| 備考            | 成績    | 力士名   | 番付   | 力士名   | 成績    | 備考         |
| --------------- | ------- | -------- | ------ | -------- | ------- | ------------ |
|                 | 全休    | 照ノ富士 | 横綱   |          |         |              |
| 優勝同点        | 12勝3敗 | 貴景勝   | 大関   | 正代     | 6勝9敗  | カド番       |
|                 | 8勝7敗  | 若隆景   | 関脇   | 豊昇龍   | 11勝4敗 | 技能賞       |
|                 |         |          | 関脇   | 御嶽海   | 6勝9敗  | 大関から陥落 |
| 再小結          | 6勝9敗  | 玉鷲     | 小結   | 霧馬山   | 8勝7敗  |              |
| 新小結          | 7勝8敗  | 翔猿     | 小結   | 大栄翔   | 7勝8敗  |              |
| 殊勲賞 優勝同点 | 12勝3敗 | 髙安     | 前頭1  | 琴ノ若   | 9勝6敗  |              |
|                 | 8勝7敗  | 明生     | 前頭2  | 逸ノ城   | 4勝11敗 |              |
|                 | 4勝11敗 | 宇良     | 前頭3  | 翠富士   | 8勝7敗  |              |
|                 | 10勝5敗 | 若元春   | 前頭4  | 佐田の海 | 8勝7敗  |              |
|                 | 7勝8敗  | 北勝富士 | 前頭5  | 錦富士   | 9勝6敗  |              |
|                 | 8勝7敗  | 錦木     | 前頭6  | 竜電     | 9勝6敗  |              |
|                 | 6勝9敗  | 遠藤     | 前頭7  | 妙義龍   | 8勝7敗  |              |
|                 | 3勝12敗 | 宝富士   | 前頭8  | 栃ノ心   | 6勝9敗  |              |
|                 | 7勝8敗  | 隆の勝   | 前頭9  | 阿炎     | 12勝3敗 | 敢闘賞       |
|                 | 7勝8敗  | 碧山     | 前頭10 | 千代翔馬 | 7勝8敗  |              |
|                 | 9勝6敗  | 阿武咲   | 前頭11 | 琴勝峰   | 7勝8敗  |              |
|                 | 7勝8敗  | 琴恵光   | 前頭12 | 千代大龍 | 2勝6敗  | 中日に引退   |
|                 | 8勝7敗  | 隠岐の海 | 前頭13 | 王鵬     | 10勝5敗 |              |
|                 | 7勝8敗  | 一山本   | 前頭14 | 東龍     | 7勝8敗  | 再入幕       |
| 再入幕          | 9勝6敗  | 輝       | 前頭15 | 熱海富士 | 4勝11敗 | 新入幕       |
|                 | 0勝15敗 | 照強     | 前頭16 | 平戸海   | 10勝5敗 |              |

### 十両
| 東方     | 東方    | 東方     | 番付   | 西方     | 西方    | 西方   |
| 備考     | 成績    | 力士名   | 番付   | 力士名   | 成績    | 備考   |
| -------- | ------- | -------- | ------ | -------- | ------- | ------ |
|          | 5勝10敗 | 東白龍   | 十両1  | 千代丸   | 8勝7敗  |        |
|          | 4勝11敗 | 美ノ海   | 十両2  | 武将山   | 8勝7敗  |        |
|          | 10勝5敗 | 剣翔     | 十両3  | 水戸龍   | 9勝6敗  |        |
|          | 4勝11敗 | 英乃海   | 十両4  | 豊山     | 5勝10敗 |        |
|          | 10勝5敗 | 天空海   | 十両5  | 千代の国 | 6勝9敗  |        |
|          | 10勝5敗 | 北青鵬   | 十両6  | 北の若   | 6勝9敗  |        |
|          | 7勝8敗  | 栃武蔵   | 十両7  | 金峰山   | 8勝7敗  |        |
|          | 7勝8敗  | 志摩ノ海 | 十両8  | 荒篤山   | 8勝7敗  |        |
| 優勝同点 | 11勝4敗 | 大奄美   | 十両9  | 大翔鵬   | 8勝7敗  |        |
|          | 7勝8敗  | 千代栄   | 十両10 | 魁勝     | 5勝10敗 |        |
|          | 10勝5敗 | 炎鵬     | 十両11 | 貴健斗   | 7勝8敗  |        |
|          | 4勝11敗 | 德勝龍   | 十両12 | 欧勝馬   | 11勝4敗 |        |
|          | 8勝7敗  | 島津海   | 十両13 | 狼雅     | 9勝6敗  | 新十両 |
| 新十両   | 7勝8敗  | 對馬洋   | 十両14 | 豪ノ山   | 9勝6敗  |        |

## 優勝争い
中日を終えて、7勝1敗で関脇・豊昇龍、平幕の髙安、阿炎、王鵬が並んだ。
9日目には阿炎が錦富士に、髙安が明生に敗れ、2敗に後退。翌日には阿炎は竜電に敗れ、3敗に後退した。
11日目には、王鵬が阿炎に敗れ、2敗に後退。豊昇龍は御嶽海を破り、1敗をキープし、この時点で豊昇龍が単独トップ。2敗で髙安、王鵬が、3敗で貴景勝、錦富士、阿炎、輝が追う形となった。
12日目には豊昇龍と王鵬の対戦が組まれ、王鵬が勝利した。また、錦富士が貴景勝に敗れ、4敗に後退した。
13日目には、王鵬が髙安に、豊昇龍は貴景勝に敗れ、そろって3敗に後退。また、阿炎が輝を破り、3敗をキープした。この時点で、髙安が2敗で単独トップに立ち、3敗で貴景勝、豊昇龍、阿炎、王鵬となった。
14日目には、髙安は輝に押し込まれながらも、なんとか引き落とし2敗を守った。3敗力士はそれぞれ取組が組まれ、貴景勝と阿炎が3敗を守った。
千秋楽、髙安は勝てば優勝という状況で、阿炎と対戦するも、突き倒しで敗北。結びの一番、貴景勝は若隆景を破り、3敗を守ったことで28年ぶりの幕内優勝決定巴戦となった。
まず、髙安と阿炎の対戦となるも、阿炎の横に動きに髙安は対応できず敗れた。貴景勝と阿炎の対戦は阿炎が一気の攻めで押し出し、勝利した。
この結果、阿炎が幕内最高優勝。3場所連続の平幕優勝となった。

## 備考
- 同年7月場所前に松鳳山が引退、その後十両昇進した福岡県出身力士がいなかったため、休場などを除くと福岡スポーツセンターで開催されていた1968年11月場所以来54年ぶり、福岡国際センターにおける開催では初めて、福岡県出身関取のいない11月場所となった。
- 3場所連続平幕優勝は、史上初のことであった[2]。
- 3人による幕内優勝決定巴戦が行われるのは、平成6年春場所以来、28年ぶり[2]。複数の平幕力士が出場することは史上初であり、最終的に平幕力士が制して優勝を決めるのも史上初であった。
- 三賞は、殊勲賞に髙安（4度目）、敢闘賞に阿炎（4度目）、技能賞に河津掛けなど、様々な決まり手を出した豊昇龍が千秋楽の勝利を条件に受賞対象となった。豊昇龍は千秋楽勝利し、2度目の技能賞を受賞。
- カド番の大関・正代は13日目に玉鷲に敗れ、8敗目を喫し、大関から陥落した。また、玉鷲がカド番大関に8敗目をつけたのは、2017年初場所の琴奨菊以来、2度目の事である。
- 大関特例復帰を目指した関脇・御嶽海も10日目に6敗となり、大関復帰とはならなかった。
- 年間最多勝は、秋場所時点で後続に星3つの差をつけていた若隆景が、13日目終了時点で最多勝を確定させた。14日目にも勝利し、単独での最多勝が確定。勝利数は57勝であり、年6場所制では、2019年の朝乃山（55勝）、2017年の白鵬（56勝）に次ぐ、ワースト3位となる。関脇以下での受賞は、大鵬、貴花田、朝乃山に次ぐ、4人目。
- また、年間幕内ですべて勝ち越したのは、若隆景と豊昇龍の2人となった。
- 照強が15戦全敗となった。幕内での全敗は1991年7月場所の板井以来、31年ぶりのことである[3]。
- 2022年は年間幕内の優勝力士がすべて異なった。年間の幕内優勝力士がすべて異なるのは、年5場所であった2020年以来、2年ぶりとなる。年6場所制では、1991年以来のことである。
- 十両では、初日から、剣翔、天空海が白星を伸ばすが、終盤失速。千秋楽、3敗の欧勝馬を4敗の大奄美が破り、他の4敗力士も敗れたことにより、両者による11勝4敗の優勝決定戦となった。結果は欧勝馬が本割のリベンジを果たし、初の十両優勝を決めた。